# Batterie d'artillerie de Fèvretot
 (octobre 2020).
Si vous disposez d'ouvrages ou d'articles de référence ou si vous connaissez des sites web de qualité traitant du thème abordé ici, merci de compléter l'article en donnant les références utiles à sa vérifiabilité et en les liant à la section « Notes et références ».
La batterie d'artillerie de Fèvretot est une batterie d'artillerie qui se dresse sur la commune de Fontaine-la-Mallet dans le département de la Seine-Maritime, en région Normandie.

## Historique
Tous les éléments en surface et souterrains sont inscrits au titre des monuments historiques par arrêté du 21 août 1996.